# Kaboua
Kaboua är en ort i Benin. Den ligger i den södra delen av landet, 190 km norr om huvudstaden Porto-Novo. Kaboua ligger 219 meter över havet och antalet invånare är 11 500.
Terrängen runt Kaboua är platt. Runt Kaboua är det ganska tätbefolkat, med 78 invånare per kvadratkilometer.. Det finns inga andra samhällen i närheten.
I omgivningarna runt Kaboua växer huvudsakligen savannskog.